# Burnham Thorpe
Burnham Thorpe es un pequeño pueblo y parroquia civil del distrito de King's Lynn and West Norfolk, en el condado de Norfolk, Inglaterra (Reino Unido). Se localiza a orillas del río Burn, cerca de la costa norte de Norfolk. El término del lugar tiene una superficie de 9,56 km². En 2001 contaba una población de 168 personas distribuidas en 81 hogares.
El lugar es famoso por ser la localidad natal del vicealmirante Horatio Nelson, vencedor de la batalla de Trafalgar, uno de los héroes más famosos de Gran Bretaña. Cuando nació, su padre, Edmund Nelson, era el rector de la iglesia de Burnham Thorpe.
La casa natal de Horacio Nelson fue demolida poco después de la muerte de su padre, pero la rectoría parroquial que la sustituyó y la iglesia en la que su padre predicaba aún se conservan.
La principal taberna (public hause) de la aldea fue construida en 1637, siendo conocida como The Plough (El Arado). En 1798 pasó a llamarse The Lord Nelson, en honor del vencedor de la Batalla del Nilo. En ella, antes de su salida para embarcar en el HMS Agamemnon, Nelson ofreció una cena a sus paisanos. En la actualidad, la taberna se mantiene aún como un pub.